# Liste der Monuments historiques in Trézelles
Die Liste der Monuments historiques in Trézelles führt die Monuments historiques in der französischen Gemeinde Trézelles auf.

## Liste der Objekte
| Bezeichnung                                       | Beschreibung    | Standort                           | Kennzeichnung | Schutzstatus | Datum | Bild |
| ------------------------------------------------- | --------------- | ---------------------------------- | ------------- | ------------ | ----- | ---- |
| Ölgemälde Kreuzabnahme (Foto in der Base Palissy) | 17. Jahrhundert | in der Kirche St-Barthélémy (Lage) | PM03000543    | Classé       | 1962  |      |